# Neko (langage)
Neko est un langage de programmation de haut niveau typé dynamiquement, basé sur les prototypes, et développé par Nicolas Cannasse dans le cadre de la R&D au sein de la société Motion-Twin.

## Concept
Neko possède un compilateur et une machine virtuelle (NekoVM) avec ramasse-miettes (Boehm GC en l'occurrence). Le compilateur convertit un fichier source .neko en fichier bytecode .n qui peut être exécuté sur la machine virtuelle. Neko étant typé dynamiquement, sans classe fixée (programmation par prototypes), afin d'exécuter correctement un code, il suffit d'utiliser le bon runtime mapping, plutôt que le bon type mapping. Dit plus simplement, un langage qui n'est pas basé sur les classes (par exemple C) ou dont les classes sont modifiables (ajout de champs ou de fonctions à une instance particulière de la classe, par exemple en Python ou JavaScript) est difficilement compilable pour la JVM qui demande une classe fixe pour tous les objets (un type mapping), alors que Neko ne demande que des structures de données et du code sans typage omniprésent. Neko favorise donc l'implémentation de langages sur sa machine virtuelle ; pour reprendre la FAQ du langage : « [...] il est plus facile d'implémenter un langage, nouveau ou préexistant, sur la NekoVM que sur la CLR ou la JVM, étant donné qu'il n'est pas nécessaire de gérer un système de typage de haut niveau. Cela signifie également que différents langages peuvent inter-opérer plus facilement, puisqu'ils partagent uniquement les mêmes structures de données et non pas les mêmes types. ».
Contrairement à la plupart des langages de script actuels, Neko nécessite d'être compilé avant exécution. En conséquence, comme il n'est pas interprété, il est souvent relativement rapide pour ce type de langage.

## Exemples

### Hello World
```
$print
(
"Hello World!"
);

```

### Conversions de type
```
$int
(
"67.87"
);
 
// Convertit la chaine "67.87" en l'entier 67

$float
(
12345
);
 
// Convertit l'entier 12345 en le flottant 12345.0000

$string
(
$array
(
1
,
2
,
3
));
 
// Convertit le tableau [1,2,3] en la chaine "[1,2,3]"

```

### Objets
```
o
 
=
 
$new
(
null
);
 
// nouvel objet vide

o2
 
=
 
$new
(
o
);
 
// crée une copie de o

o2
 
=
 
$new
(
33
);
 
// si le parametre n'est pas un objet, on lève une exception

o
.
field
 
=
 
value
;
 
// affecte à l'attribut "field" la valeur "value"

o
.
field
;
 
// renvoie la valeur de l'attribut "field" de l'objet o

```

### Méthodes
```
foo
 
=
 
function
()
 
{

	
$print
(
this
.
x
);

}

o
 
=
 
$new
(
null
);

o
.
x
 
=
 
3
;

o
.
bar
 
=
 
function
()
 
{
 

	
foo
();
 

};

o
.
bar
();
 
// affiche 3

```

### Portée des variables
```
var
 
x
 
=
 
3
;

f
 
=
 
function
()
 
{

	
$print
(
x
);

}

x
 
=
 
4
;

f
();
 
// affiche 3

```

### Prototypes
```
var
 
proto
 
=
 
$new
(
null
);

proto
.
foo
 
=
 
function
()
 
{
 

$print
(
this
.
msg
)
 
}

var
 
o
 
=
 
$new
(
null
);

o
.
msg
 
=
 
"hello"
;

$objsetproto
(
o
,
proto
);

o
.
foo
();
 
// affiche "hello"

$objsetproto
(
o
,
null
);
 
// supprime proto

o
.
foo
();
 
// exception

```

### Fonctionnalités web
Neko inclut un module mod_neko () pour le serveur web Apache. Il permet notamment d'utiliser les requêtes utilisateurs GET et POST :
```
get_params
 
=
 
$loader
.
loadprim
(
"mod_neko@get_params"
,
0
);

$print
(
"PARAMS = "
+
get_params
());

```